# Saint-Flour, Puy-de-Dôme
 Saint-Flour là một xã ở tỉnh Puy-de-Dôme trong vùng Auvergne-Rhône-Alpes miền trung nước Pháp.